# Битка код Аџнадајна
Битка код Аџнадајна (арапски: معركة أجنادين‎) вођена је током jула или aвгуста 634. годнe на непознатом месту у близини Бејт Гуврина у данашњем Израелу; била је то прва већа уговорена битка између Византијског (Римског ) царства и војске Арапског Рашидунског калифата. Резултат битке била је убедљива муслиманка победа. Појединости ове битке углавном су познатe из муслиманких извора, као што је на пример историчар из 9. века Ел Вакиди.

## Позадина
Према наводима Дејвиду Николу, рашидунска војска напустила је своју престоницу Медину, вероватно почетком јесени 633. године, или још вероватније почетком 634. год. Њен први сукоб и победа над Византијцима одиграли су се код Датина 4. фебруара, након тога цар Ираклије који се тада налазио у Емеси, знатна појачања која је поседовао послао је на југ како би заштитио град Цезареју Мартиму. Највероватније је реакција на овакав његов потез, била наређење заповеднику Халиду ибн Валиду да прекине са операцијама против Сасанидског царства, и да дође до Сирије, што је довело до борби и победе над Византијским снагама и њиховим савезницима Гасанидима 24. априла и омогућило му да готово неометано уђе у град Босру. Са овог положаја, Халид је кренуо у сусрет парћен са неколико војски, предвођених заповедницима као што су Абу Убадаја ибн ел Џарах, Јазид ибн Абу Суфјан , Амр ибн ел Ас и Шурахбил ибн Хасан.

Халидове санаге спојиле су се са Амровим снагама у палати традиционално познатој као Аџнадајн. Локалитет је према муслиманским књижевним изворима смештен негде између Рамле и Бајт Џибрина (данашњи Бејт Гуврин ,Израел), или је иначе неистражен од било ког дугог географа тога доба. На основу регионалне топографије, историчар Н.А.Медникоф сугерисао је да је битка вођена на реци Вади ел Самт, поред суседног села, од села ел Џанаба. На основу претпоставке изнете од стране Мидникофа и М.Џ. де Гоје као и сумирано од стране Л.Каетаниа, тај назив је настао из двоструког облика (ел-Џанабатаина) , тј. имена села где се битка одиграла, и настало је највеоватније спајањем множине назива за војску, које се изговара аџнад.

## Супротстављене снаге
С обзиром на однос снага супротстављених војски, Х.А.Р.Гиб у својој Енциклопедији Ислама тврди да су, у најбољем случају, обе силе бројале укупно 10 000 људи, и да су бројке наведене у муслиманским изворима јако преувеличане, посебно с обзиром на бројност Византијаца. Дејвид Мареј у свом делу Oxford Companion to Military History, међутим даје процене о бројчаним снагама обеју војски и приближно их процењује на 20 000 хиљада људи.
Византијске снаге биле су предвођене Ираклијевим братом Теодором, као и личношћу по имену Артабун или Вардан како је наведено у муслиманским изворима, причему је први назив, могуће измењена верзија назива трибун, док се за другу верзију мисли да се ради о измењеној верзији Јерменског имена Врадан. Муслимански извори називају га патрикиос (заповедиком ) Емесе, која је била главна византијска база, за операције у Сирији у периодима раних Муслиманских похода. Према Кегију, он је вероватно командовао свежим појачањима са севера, у кључујући ту и Јермене, као и војском која је пратила Ираклија на путу за Сирију. Поред тога, војска се можда, такође састојала од локалних арапских племена која су била у обавези да данак плате у људству. Арапска војска се састојала од три одвојена контингента, или са Халидом или, мање вероватно, са Амром, као главним заповедником.

## Битка и последице
Византијци су претрпели тежак пораз и били су приморани да се повуку у Дамаск. Арапи су претрпели велике губитке, а муслимански извори бележе неколико пописа Мухамедових асхаба, укључујући неколико припадника ране муслиманске аристократије, који су пали током битке и који су сматрани мученицима. Велики број смртних случајева служио је поновном оживљавању осећаја верског мучеништва међу новонасталом муслиманском заједницом, док је велики проценат смртних случајева Меканаца послужио као корисна противтежа утицају мединског Ансар. Муслимански извори извјештавају да је на византијској сатрани један од двојице заповедника, вероватноо Вардан, убијен у бици, али и да је Теодор побегао и повукао се на север где га је Ираклије заменио с Ваханом и Теодором Тритиријем и послао га назад у Цариград. Ираклије се повукао из Емесе у Антиохију ради веће безбедности, након Аџнадајна, док су преживеле византијске јединице побегле иза градских зидина које су им пружиле сигурност и оставиле небрањеним села пред муслиманским нападима. Тако је цела Палестина постала отворена за муслиманске упаде, посебно у унутрашњим пределима удаљеним од обалских градова. Као последица тога, паника се проширила широм региона, а велики број сеоског становништва је тражио сигурност иза градских зидина. Након ове победе, арапска војска се још једном поделила на неколико колона, док се још једном нису поново окупили како би се супротставили још једном византијском покушају да зауставе муслиманску инвазију у бици код Фахла шест месеци касније.

## Рефдеренце
1. ↑  Irfan Shahid (1996). Review of Walter E. Kaegi (1992), Byzantium and the Early Islamic Conquests. Journal of the American Oriental Society 116 (4), p. 784.
2. 1 2 3 4 5 6  Gibb 1986, стр. 208.
3. 1 2 3  Morray 2001, стр. 23–24.
4. 1 2  Lieutenant-General Agha Ibrahim Akram (1970). The Sword of Allah: Khalid bin al-Waleed, His Life and Campaigns, page 467. Nat. Publishing House. Rawalpindi.
5. 1 2  D. Nicolle, Yarmuk 636 AD - The Muslim Conquest of Syria, Osprey, 1994, p. 46.
6. 1 2 3  Athamina 2014.
7. ↑  Kaegi 1995, стр. 98–99.
8. 1 2  Kaegi 1995, стр. 98.
9. ↑  Kaegi 1995, стр. 100.
10. ↑  Kaegi 1995, стр. 100–101.